# 93 (Thelema)
El número 93 es de gran significado dentro del Thelema, una filosofía religiosa fundada por el autor inglés y ocultista Aleister Crowley en 1904 con el escrito de El libro de la ley (también conocido como Liber AL Vel Legis).
La filosofía central del Thelema está en dos frases de Liber AL: "Haz tu voluntad será el todo de la Ley" y "Amor es la ley, amor bajo voluntad". Los dos términos primarios en estas frases son "Voluntad" y "Amor", respectivamente. En el lenguaje Griego, son Thelema (Voluntad) y Agape (Amor). Usando la técnica Griega de Isopsefía, que aplica valores numéricos a cada letra, las letras de cada palabra suma 93:
Thelema
| Θ (Theta)   | 9  |
| ε (Epsilon) | 5  |
| λ (Lambda)  | 30 |
| η (Eta)     | 8  |
| μ (Mu)      | 40 |
| α (Alpha)   | 1  |
| Θελημα      | 93 |

Agapé
| Α (Alpha) | 1  |
| γ (Gamma) | 3  |
| α (Alpha) | 1  |
| π (Pi)    | 80 |
| η (Eta)   | 8  |
| Αγαπη     | 93 |

## Como Saludo
Es común para los Thelemitas saludarse entre ellos con "93" en persona, así como saludo y cierre en correspondencia escrita. Este saludo se deriva de la guía de Aleister Crowley que los Thelemitas deben saludarse entre ellos con la Ley del Thelema diciendo: "Haz tu voluntad será el todo de la Ley". Como decir toda la ley puede ser complicado, usar 93 se ha convertido en una especie de abreviatura.
En correspondencia informal escrita, es común encontrar el número singularmente al inicio de la carta, representando "Haz tu voluntad será el todo de la Ley" y en la forma "93 93/93" al final, que significa "Amor es la Ley, amor bajo voluntad". Crowley mismo utilizaba esto en sus propias cartas.
Así Crowley escribió sobre el asunto:

Se me pregunta frecuentemente porque empiezo mis cartas así. No importa si estoy escribiéndole a mi dama o a mi carnicero, siempre empiezo con estas nueve palabras. Porque, ¿de qué otra forma podría empezar? ¿Qué otro saludo puede ser tan grato? Mira, hermano, ¡somos libres! Regocíjate conmigo, hermana, no existe ley más allá de ¡Haz tu voluntad!!

## Citas
1. ↑  Skinner, Stephen (ed). Los Diarios Mágicos de Aleister Crowley: Tunez 1923, p. 79, n. Samuel Weiser, 1996. ISBN 0-87728-856-9
2. ↑  Liber DCCCXXXVII — La Ley de la Libertad .

- Thelemapedia (2009). 93. Consultado el 6 de agosto del 2015.

- Datos: Q4645902